# Platte (Taunus)
Die Platte ist eine auf 496 m ü. NN gelegene Hochfläche in Hessen, die der Bundesstraße 417 als Pass über den Taunushauptkamm dient.

## Lage
Die Platte liegt im Naturraum des Wiesbadener Hochtaunus (Hoher Taunus).
Der nördlich der Platte gelegene Hang des Taunus gehört zu Taunusstein im Rheingau-Taunus-Kreis. Dort liegt an der Bundesstraße, rund 2 km nördlich des Passes, die zur Gemarkung Neuhof gehörende „Siedlung Platte“. Nördlich der Wasserscheide fließt das Wasser über Silberbach und Schwarzbach, Aar und Lahn in den Rhein. Das Naturschutzgebiet Silberbach, Schwarzbach und Fürstenwiese bei Wehen umfasst die Oberläufe der beiden Bäche.
Der Südhang liegt auf dem Gebiet der kreisfreien Stadt Wiesbaden und gehört zum FFH-Gebiet Buchenwälder nördlich von Wiesbaden und zum Landschaftsschutzgebiet Stadt Wiesbaden. 1,5 km südlich liegt das Naturschutzgebiet und FFH-Gebiet Rabengrund von Wiesbaden. Das Wasser fließt über Schwarzbach und Salzbach bei Biebrich ebenfalls in den Rhein.
Entlang des Taunuskamms sind in westlicher Richtung die nächsten Erhebungen Eichelberg (536 m) und ein unbenannter Gipfel (494 m), dessen nördlicher Hang Richtung Wehen den Namen Wehener Wand trägt, während der südliche Hang Rentmauer heißt (Naturschutzgebiet Wehener Wand und Rentmauer). Die nächste Passstraße ist die Bundesstraße 54 über die Eiserne Hand. In östlicher Richtung folgen der Steinhaufen (530 m) und die Rassel (539 m); die nächste Straße ist die Bundesautobahn 3 bei Niedernhausen.

## Bauwerke und Natursport
Auf der Platte befindet sich das Jagdschloss Platte, das der nassauische Herzog Wilhelm I. 1823–1826 errichten ließ. Es wurde im Zweiten Weltkrieg zerstört, ab den 1980er-Jahren von einer Stiftung wieder nutzbar gemacht und bis 2007 wiederaufgebaut, um für Veranstaltungen genutzt zu werden.
Das als Kulturdenkmal geschützte Gebäude des Gasthofs wurde wohl 1750 im Stil des Klassizismus errichtet.
Das Forsthaus Platte gehört zu Hessen-Forst und ist für das Forstrevier Platte-Naurod zuständig.
Die Platte ist über die Bundesstraße 417 erreichbar und verfügt über einen großen Parkplatz. Sie wird von Überlandbussen der DB Regio Bus Mitte angefahren, die Stadtbuslinie 30 der ESWE Verkehr wurde Ende 2023 eingestellt.
Die Platte ist Ausgangspunkt für Wanderungen und Natursport im Naherholungsgebiet des Naturparks Rhein-Taunus. Über die Platte führen der Hessische Radfernweg R6 zwischen Wiesbaden-Naurod und Niederseelbach, der Europäische Fernwanderweg E3, der Taunushöhenweg, der Saar-Schlesien-Weg und zahlreiche lokale Wanderwege. Im Winter wurde bis 2020 bei ausreichender Schneelage eine 9 km lange Loipe auf dem Trompeterweg und um die Hohe Kanzel gespurt.

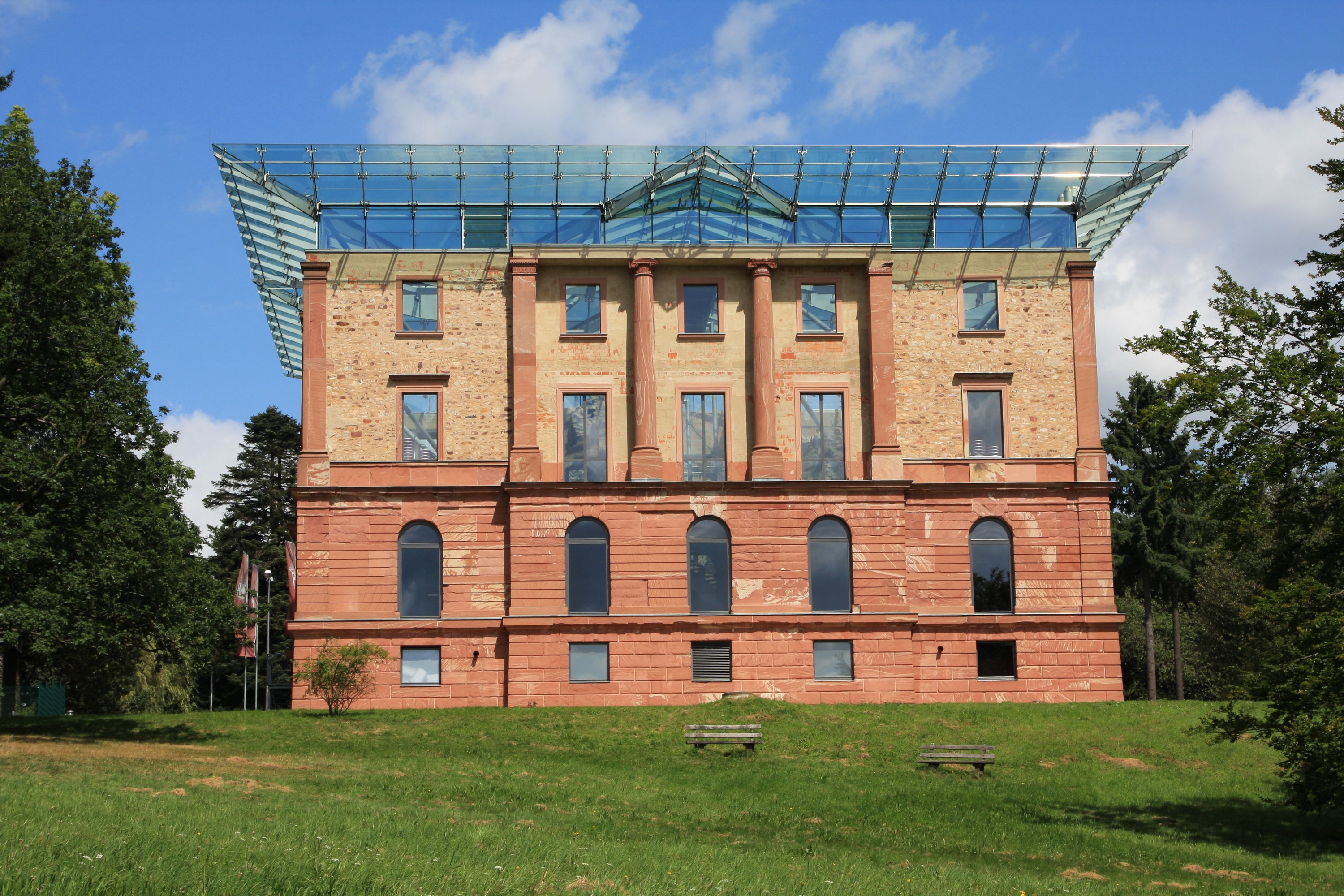
Jagdschloss Platte
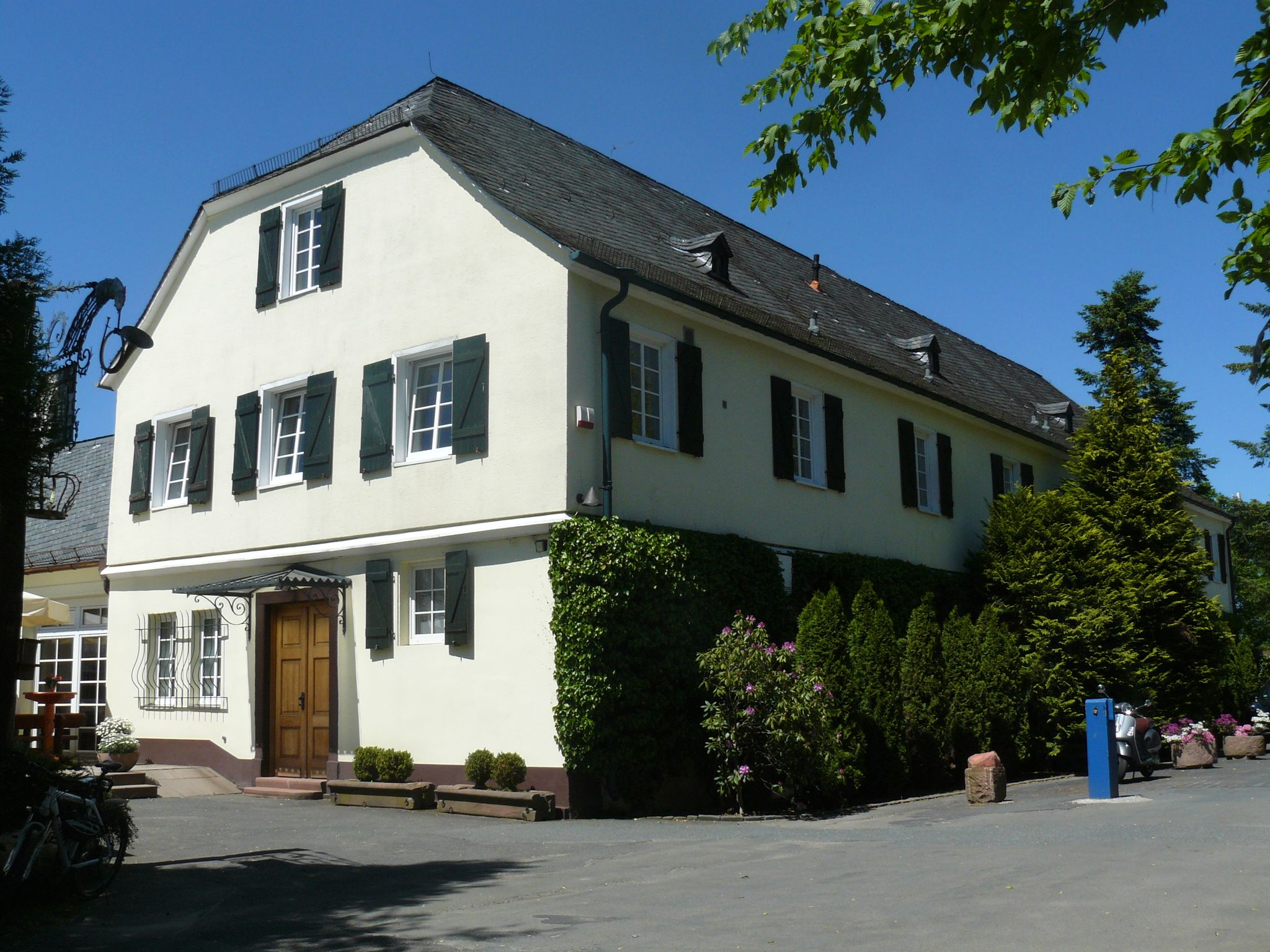
Gaststätte, im 18. Jahrhundert erbaut
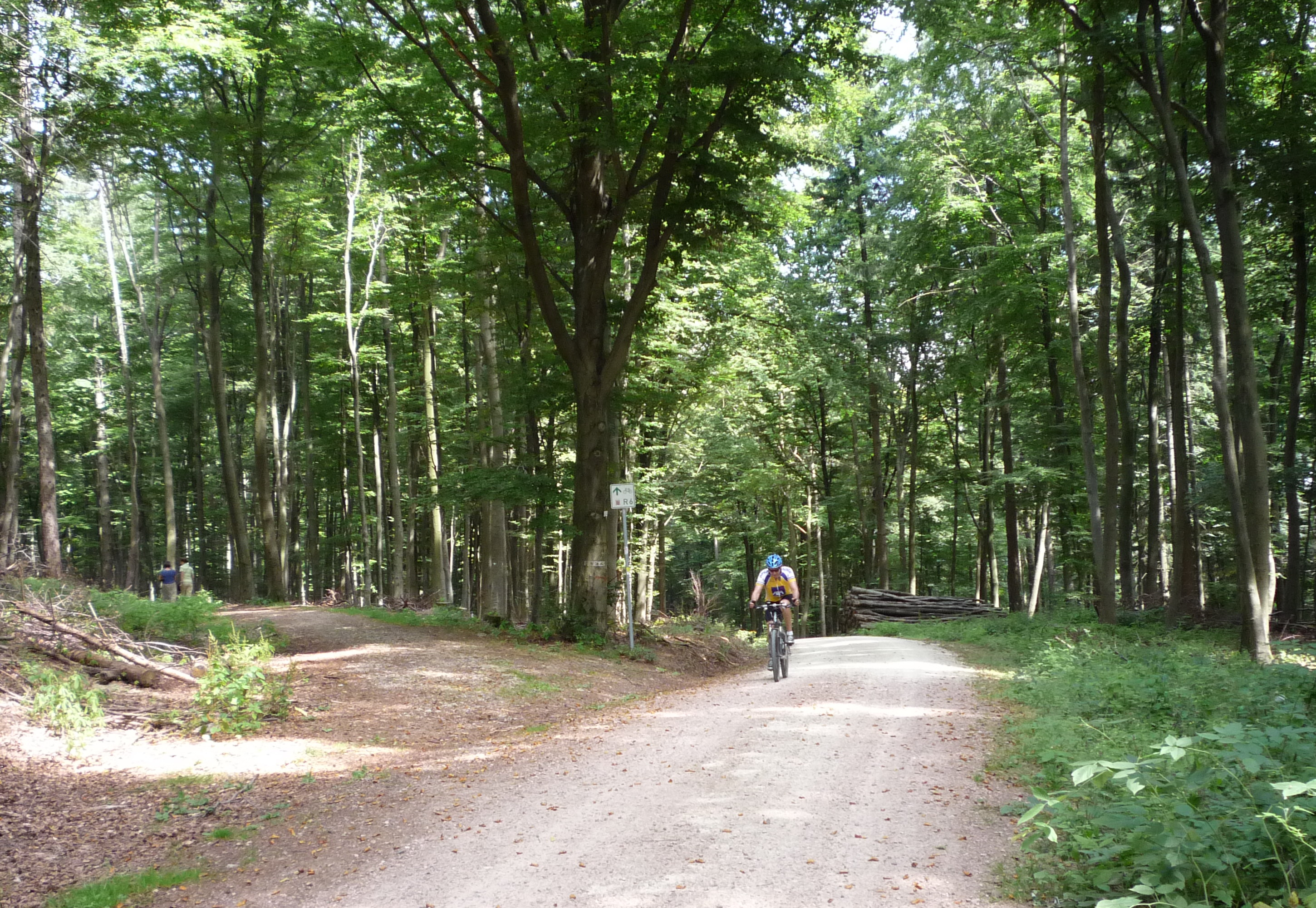
Hessischer Radfernweg R6 auf dem Herzogsweg nahe der Platte